# Elvis Sings Flaming Star
Elvis Sings Flaming Star es el trigésimo tercer álbum y álbum recopilatorio del músico y cantante estadounidense Elvis Presley, publicado por la compañía discográfica RCA Victor en octubre de 1968. Fue publicado durante cinco meses solo en tiendas minoristas con productos de Singer Sewing Machine Company, como promoción del posterior especial televisivo para la cadena NBC que Singer había patrocinado. Fue reeditado en marzo de 1969 y fue el primer disco de Presley en ser publicado por la subsidiaria RCA Camden. El álbum alcanzó el puesto 96 en la lista Billboard 200 y fue certificado como disco de platino por la RIAA en 2004.

## Contenido
Todos los temas fueron recopilados de bandas sonoras de Presley, con la excepción de «Tiger Man», del especial navideño. La versión del tema de Chuck Berry «Too Much Monkey Business» fue grabado durante un ensayo de las sesiones para Stay Away, Joe. A excepción de «Flaming Star», tema que dio título a una película homónima, todos los temas eran hasta entonces inéditos en disco.
El popurrí «Texas» y «All I Needed Was the Rain» aparecieron en Viva Las Vegas y Stay Away, Joe respectivamente, mientras que «Wonderful World» apareció en los créditos iniciales de Live a Little, Love a Little. «Flaming Star» fue una de las dos únicas canciones interpretadas en la película. La versión en directo de «Tiger Man» fue descartada inicialmente del especial televisivo para la NBC, pero reemplazó el segmento de «Blue Christmas» cuando fue reemitida en el verano de 1969. 
Debido al éxito del álbum, RCA eligió continuar publicando los productos de Presley en la subsidiaria Camden hasta 1972. Fue reeditado en 1975 por Pickwick Records, y nuevamente en disco compacto por Sony Music en 2006.

## Lista de canciones
| Cara A |                                                                 |                                        |          |  |
| N.º    | Título                                                          | Escritor(es)                           | Duración |  |
| 1.     | «Flaming Star» (de la película Flaming Star)                    | Sid Wayne, Sherman Edwards             | 2:25     |  |
| 2.     | «Wonderful World» (de la película Live A Little, Love A Little) | Guy Fletcher and Doug Flett            | 2:14     |  |
| 3.     | «Night Life» (de la película Viva Las Vegas)                    | Bernie Baum, Bill Giant, Florence Kaye | 1:53     |  |
| 4.     | «All I Needed Was the Rain» (de la película Stay Away, Joe)     | Sid Wayne, Ben Weisman                 | 1:49     |  |
| 5.     | «Too Much Monkey Business»                                      | Chuck Berry                            | 2:25     |  |

| Cara B |                                                                            |                                        |          |  |
| N.º    | Título                                                                     | Escritor(es)                           | Duración |  |
| 1.     | «The Yellow Rose of Texas»/«Eyes of Texas» (de la película Viva Las Vegas) | Traditional / Fred Wise, Randy Starr   | 2:58     |  |
| 2.     | «She's A Machine» (de la película Easy Come, Easy Go)                      | Fred Wise, Ben Weisman                 | 1:39     |  |
| 3.     | «Do the Vega» (de la película Viva Las Vegas)                              | Bernie Baum, Bill Giant, Florence Kaye | 2:26     |  |
| 4.     | «Tiger Man» (from Singer NBC-TV Special)                                   | Lewis Burns, Al Lewis, Joe Hill Louis  | 2:41     |  |

## Posición en listas
| País           | Lista                | Posición |
| -------------- | -------------------- | -------- |
| Estados Unidos | Billboard Pop Albums | 96       |